# Franz Ferdinand (dvd)
Franz Ferdinand (ook wel: Franz Ferdinand - The DVD) is een dvd van de Schotse rockband Franz Ferdinand. De dvd is uitgegeven op 28 november 2005 en bevat twee volledige concertopnamen van optredens in het Londense Brixton Academy en The Regency Grand in San Francisco. Daarnaast zijn er ook andere concertopnamen, een documentaire en andere extra's aanwezig.

## Dvd 1
1. Michael – Brixton Academy, Londen
2. Tell Her Tonight – Pianos, New York
3. 40' – The Regency Grand, San Francisco
4. Take Me Out – T In The Park, Schotland
5. Cheating on You – Rock Werchter, België
6. Love and Destroy – The Avalon, Los Angeles
7. The Dark of the Matinée – T In The Park, Schotland
8. Van Tango – The Regency Grand, San Francisco
9. Auf Achse – Brixton Academy, Londen
10. Come on Home – Barrowland Ballroom, Glasgow
11. Darts of Pleasure – The Regency Grand, San Francisco
12. Shopping for Blood – Rock Werchter, België
13. Jacqueline – Barrowland Ballroom, Glasgow
14. This Fire – The Avalon, Los Angeles

- "Tour de Franz" – documentaire
- Karaokevideo's – Take Me Out & The Dark of the Matinée

## Dvd 2

### Live in Brixton Academy
1. Michael
2. Tell Her Tonight
3. 40'
4. Your Diary
5. Take Me Out
6. Cheating on You
7. The Dark of the Matinée
8. I'm Your Villain
9. Van Tango
10. Auf Achse
11. Come on Home
12. Love and Destroy
13. Darts Of Pleasure
14. Shopping for Blood
15. This Boy
16. Jaqcueline
17. This Fire

### Live in San Francisco
1. Cheating on You
2. Tell Her Tonight
3. 40'
4. Van Tango
5. Auf Achse
6. The Dark of the Matinée
7. Jaqcueline
8. Love and Destroy
9. Take Me Out
10. Michael
11. Darts of Pleasure
12. Shopping for Blood
13. Come on Home
14. This Fire

### Extra's
1. Take Me Out – Splendour In The Grass, Byron Bay
2. The Dark of the Matinée – Auckland
3. Can't Stop Feeling – Auckland